# Erwin Thiele (Komponist)
Hubert Erwin Thiele (* 9. April 1902 in Hartau; † 21. März 1975 in Radebeul) war ein deutscher Pianist, Komponist und Kapellmeister (Dresdner Turniertanzkapelle).
Thiele erhielt 1974 für sein Schaffen die Medaille für Verdienste im künstlerischen Volksschaffen der Deutschen Demokratischen Republik. Er wurde auf dem Friedhof Radebeul-West beerdigt.

## Werke (Auswahl)
- Vorwärts, Freie Deutsche Jugend
- Maiwind
- Wir fahren nach Berlin
- Wer jung ist, braucht die Sonne